# Raket
 For alternative betydninger, se Raket (flertydig). (Se også artikler, som begynder med Raket)
En raket ((italiensk): rochetta for lille ten) er et fartøj, der drives frem ved forbrænding med medbragt iltningsmiddel. Det medbragte iltningsmiddel gør det muligt for raketter, pga. deres raketmotorer, at fungere udenfor jordens atmosfære.

## Historisk
Raketter blev brugt første gang i 1232, da kineserne skulle slå mongolerne i slaget ved Kai Fung Fu. De første virkelig effektive krigsraketter blev udviklet af William Congreve i starten af 1800-tallet. Raketterne blev demonstreret for danskerne, som nogen af de første ved Københavns bombardement i 1807. Ved et søslag året før ved Boulogne havde man afprøvet raketterne men der gav de kun anledning til ildebrand på fjendens skib. Mere end 300 Congreveraketter ramte København og cirka 2000 danskere døde ud af en befolkning på circa 100.000. 

## Raket -og missiltyper

### Europa
- Ariane – Første flyvning 1979 [2].

### Indien
- Agni-raket – Indisk raket, første prøveaffyring i 1989 [3].

### Iran
- Shahab-raket – Iransk raket, påbegyndt udvikling i 1988 [4].

### Israel
- Jericho-raket – Israels første raket fra 1971 [5].

### Nazi-Tyskland
- V2-raket – Raket udviklet af den tyske hær under 2. verdenskrig [6].

### Nordkorea
- Taep'o-dong-raket – Nordkoreansk rakettype [7].

### Pakistan
- Ghauri-raket – Mellemdistanceraket fra 1998 [8].

### Rusland/USSR
- Nositel-1 -
- R-7 Semjorka – Sergej Koroljov raketter, blev benyttet til Sputnik, flere måne -og mars missioner og benyttes stadig til Sojuz-programmet (2010).
- Protonraket – Blev benyttet på mange Mir moduler.

### USA
- Atlasraket – Første gang benyttet 1957, udvikles stadig (2010).
- Ares I – Testflyvning 2009, 2010 udvikling aflyst med Constellation-programmet.
- Ares V – Aflyst før testflyvning.
- Deltaraket -
- Redstone – Wernher von Braun raketter der blev benyttet til Mercury-programmet tidligt i 1960'erne.
- Saturn V – Blev benyttet til månelandingsfartøjerne i 1960'erne [9].
- Titanraket – Blev benyttet til Gemini-programmet i 1960'erne.

## Fysik
Den simplest fysiske model for en raket blev udledt af Konstantin Tsiolkovskij og lyder:
{\displaystyle \Delta v=v_{e}\ln \left({\frac {m_{0}}{m_{f}}}\right)}
hvor:
{\displaystyle \Delta v}: rakettens endelig fart
{\displaystyle v_{e}}: farten hvormed rakettens brændsel udstødes i forhold til raketten
{\displaystyle m_{0}}: rakettens begyndelsesmasse
{\displaystyle m_{f}}: rakettens masse uden brændstof

## Fodnoter
1. ↑  Rolf Scheen, Flådens ran: Tabet af den dansk-norske flåde 1807, 2007
2. ↑  "Ariane". Arkiveret fra originalen 2. juni 2008. Hentet 2. maj 2010.
3. ↑   (engelsk) Agni
4. ↑   Iran tester endnu farligere raketter
5. ↑   (engelsk) Jericho
6. ↑  "V2 (A-4)". Arkiveret fra originalen 25. august 2011. Hentet 2. maj 2010.
7. ↑  Taepo-Dong 1 & 2 Arkiveret 29. april 2010 hos  Wayback Machine (engelsk)
8. ↑  Ghauri-3 Arkiveret 15. maj 2009 hos  Wayback Machine (engelsk)
9. ↑  "Saturn 5". Arkiveret fra originalen 26. august 2011. Hentet 2. maj 2010.
10. ↑  Jensen, Jens Højgaard (2014), "Raketligningen og Keplers anden lov" (PDF), KVANT, vol. marts, s. 22